# Língua winnebago
A língua Winnebago (Hocąk, Hotkak, Ho-Chunk) é a língua tradicional da tribo indígena Ho-Chunk (ou Winnebago). Faz parte da línguas Sioux, sendo relacionada com as línguas das tribos Iowa, Missouri e Oto.
A língua pode ser escrita tanto pelo chamado silabário geral dos Grandes Lagos, que foi criado por missionários, como por meio de uma adaptação do alfabeto latino criada em 1994, que é hoje a escrita oficial usada pela nação Ho-Chunk.

## Amostra de texto
9.	Egi deshesge gikarajra wawiaje: Hianjniwira wangregi shanagre rash hashinira wakanjank-ningigirekjena.
10.	Hungma hashinira hiraijikjawina, woshga hashinira manegi uinekjena wangregi jasge hinankhi shesge manegi hirekjena.
11.	Hamb de-e waisgabduj harniwira hunkuwianje ningikarajwina.
12.	Egi washa woishana warniwira waigit´unawire, washa hingishana warniwira wagit´untawira shesge.
13.	Egi inke washa woishana uwahieja hunutiwinina, eshi wowonkjega eja hingijirawige khishibwiwine. Hungmara Ne-hashinigaja egi homashjara Ne-hashinigaja, egi hoishagra Ne-hashinigaja manegusra, Amen.